# Oklahoma Sooners
Oklahoma Sooners – nazwa drużyn sportowych Uniwersytetu Oklahomy, biorących udział w akademickich rozgrywkach organizowanych przez National Collegiate Athletic Association.

## Futbol akademicki
Najbardziej popularnym sportem na uniwersytecie jest futbol akademicki. Początki drużyny sięgają 1895 roku. Od tego czasu futboliści zdobyli 7 razy mistrzostwo NCAA, ostatnio w 2000 roku. Pięciu zawodników drużyny zdobyło najbardziej prestiżową nagrodę indywidualną Heisman Trophy, przyznawaną co roku najlepszym akademickim graczom futbolowym. Dwóch byłych zawodników Sooners zostało przyjętych do Pro Football Hall of Fame.

## Mistrzostwa
Najbardziej utytułowaną drużyną jest drużyna futbolowa.
- Futbol akademicki: 1950, 1955, 1956, 1974, 1975, 1985, 2000
- Baseball: 1951, 1994